# Стадион Макс Морлок
Изи Кредит стадион је фудбалски стадион у Нирнбергу. Домаћин стадиона је Нирнберг који игра у Бундеслиги.